# Roning under sommer-OL 2008 - Dobbeltfirer mænd
Konkurrencen i dobbeltfirer for mænd er en af disciplinerne ved roning under Sommer-OL 2008 og bliver afholdt fra 10. til 17. august på Shunyi olympiske ro- og kajakstadion.
| Dato                     | Tid         | Tid         | Runde            |
| Dato                     | Lokal       | Dansk       | Runde            |
| ------------------------ | ----------- | ----------- | ---------------- |
| Søndag, 10. august 2008  | 16:50-17:20 | 10:50-11:20 | Indledende heats |
| Tirsdag, 12. august 2008 | 17:00-17:10 | 11:00-11:10 | Opsamlingsheat   |
| Torsdag, 14. august 2008 | 16:30-16:50 | 10:00-10:50 | Semifinaler A/B  |
| Lørdag, 16. august 2008  | 15:10-15:20 | 09:10-09:20 | Finale B         |
| Søndag, 17. august 2008  | 16:50-17:00 | 10:50-11:00 | Finale A         |

## Indledende heats
Kvalifikationsregler:
- 1-3 går videre til semifinaler A/B (SA/B)
- 4+ går videre til opsamlingsheat (O)

### 1. heat
| Plac. | Bane | Roere                                   | Land       | Tid                     | Noter |
| ----- | ---- | --------------------------------------- | ---------- | ----------------------- | ----- |
| 1     | 5    | Morgan, McRae, Long, Noonan             | Australien | 5:36.20 (Verdensrekord) | SA/B1 |
| 2     | 2    | Agamennoni, Venier, Galtarossa, Raineri | Italien    | 5:36.42                 | SA/B2 |
| 3     | 1    | Morgachev, Fedorovtsev, Salov, Spinev   | Rusland    | 5:39.18                 | SA/B1 |
| 4     | 4    | Taimsoo, Latin, Kuzmin, Raja            | Estland    | 5:42.22                 | O     |
| 5     | 3    | Vitasek, Dolecek, Hanak, Jirka          | Tjekkiet   | 6:00.98                 | O     |

### 2. heat
| Plac. | Bane | Roere                                      | Land         | Tid     | Noter |
| ----- | ---- | ------------------------------------------ | ------------ | ------- | ----- |
| 1     | 2    | Wasielewski, Kolbowicz, Jelinski, Korol    | Polen        | 5:38.76 | SA/B1 |
| 2     | 3    | Coeffic, Peltier, Bahain, Berrest          | Frankrig     | 5:41.75 | SA/B2 |
| 3     | 4    | Lemiashkevich, Novikau, Shurmei, Radzevich | Hviderusland | 5:43.73 | SA/B1 |
| 4     | 1    | Cascaret, Concepcion, Fournier, Hernandez  | Cuba         | 5:44.68 | O     |

### 3. heat
| Plac. | Bane | Roere                                     | Land      | Tid     | Noter |
| ----- | ---- | ----------------------------------------- | --------- | ------- | ----- |
| 1     | 1    | Gryn, Pavlovskyi, Lykov, Biloushchenko    | Ukraine   | 5:40.11 | SA/B2 |
| 2     | 3    | Krüger, Bertram, Gruhne, Schreiber        | Tyskland  | 5:43.48 | SA/B1 |
| 3     | 2    | Hughes, Stitt, Schroeder, Gault           | USA       | 5:45.77 | SA/B2 |
| 4     | 4    | Zupanc, Jer. Jurse, Jan. Jurse, Fistravec | Slovenien | 5:57.02 | O     |

## Opsamlingsheat
Kvalifikationsregler:
- 1-3 går videre til semifinaler A/B (SA/B)
- 4+ udgår

| Plac. | Roere                                     | Land      | Tid     | Noter |
| ----- | ----------------------------------------- | --------- | ------- | ----- |
| 1     | Taimsoo, Latin, Kuzmin, Raja              | Estland   | 6:01.46 | SA/B2 |
| 2     | Cascaret, Concepcion, Fournier, Hernandez | Cuba      | 6:03.56 | SA/B2 |
| 3     | Vitasek, Dolecek, Hanak, Jirka            | Tjekkiet  | 6:04.95 | SA/B1 |
| 4     | Zupanc, Jer. Jurse, Jan. Jurse, Fistravec | Slovenien | 6:12.64 |       |

## Semifinaler A/B
Kvalifikationsregler:
- 1-3 går videre til finale A (FA)
- 4+ går videre til finale B (FB)

### 1. semifinale A/B
| Plac. | Roere                                      | Land         | Tid     | Noter |
| ----- | ------------------------------------------ | ------------ | ------- | ----- |
| 1     | Wasielewski, Kolbowicz, Jelinski, Korol    | Polen        | 5:51.29 | FA    |
| 2     | Morgan, McRae, Long, Noonan                | Australien   | 5:52.93 | FA    |
| 3     | Krüger, Bertram, Gruhne, Schreiber         | Tyskland     | 5:53.56 | FA    |
| 4     | Vitasek, Dolecek, Hanak, Jirka             | Tjekkiet     | 5:56.38 | FB    |
| 5     | Morgachev, Fedorovtsev, Salov, Spinev      | Rusland      | 5:59.56 | FB    |
| 6     | Lemiashkevich, Novikau, Shurmei, Radzevich | Hviderusland | 6:06.80 | FB    |

### 2. semifinale A/B
| Plac. | Roere                                     | Land     | Tid     | Noter |
| ----- | ----------------------------------------- | -------- | ------- | ----- |
| 1     | Agamennoni, Venier, Galtarossa, Raineri   | Italien  | 5:51.20 | FA    |
| 2     | Hughes, Stitt, Schroeder, Gault           | USA      | 5:52.81 | FA    |
| 3     | Coeffic, Peltier, Bahain, Berrest         | Frankrig | 5:53.04 | FA    |
| 4     | Taimsoo, Latin, Kuzmin, Raja              | Estland  | 5:54.57 | FB    |
| 5     | Gryn, Pavlovskyi, Lykov, Biloushchenko    | Ukraine  | 6:03.71 | FB    |
| 6     | Cascaret, Concepcion, Fournier, Hernandez | Cuba     | 6:04.99 | FB    |

## Finaler

### Finale B
| Plac. | Roere                                      | Land         | Tid     | Noter |
| ----- | ------------------------------------------ | ------------ | ------- | ----- |
| 1     | Morgachev, Fedorovtsev, Salov, Spinev      | Rusland      | 5:46.17 |       |
| 2     | Gryn, Pavlovskyi, Lykov, Biloushchenko     | Ukraine      | 5:47.89 |       |
| 3     | Taimsoo, Latin, Kuzmin, Raja               | Estland      | 5:48.12 |       |
| 4     | Vitasek, Dolecek, Hanak, Jirka             | Tjekkiet     | 5:50.07 |       |
| 5     | Lemiashkevich, Novikau, Shurmei, Radzevich | Hviderusland | 5:50.74 |       |
| 6     | Cascaret, Concepcion, Fournier, Hernandez  | Cuba         | 5:52.66 |       |

### Finale A
| Plac. | Roere                                   | Land       | Tid     | Noter |
| ----- | --------------------------------------- | ---------- | ------- | ----- |
|       | Wasielewski, Kolbowicz, Jelinski, Korol | Polen      | 5:41.33 |       |
|       | Agamennoni, Venier, Galtarossa, Raineri | Italien    | 5:43.57 |       |
|       | Coeffic, Peltier, Bahain, Berrest       | Frankrig   | 5:44.34 |       |
| 4     | Morgan, McRae, Long, Noonan             | Australien | 5:44.68 |       |
| 5     | Hughes, Stitt, Schroeder, Gault         | USA        | 5:47.64 |       |
| 6     | Krüger, Bertram, Gruhne, Schreiber      | Tyskland   | 5:50.96 |       |